# Kamateró
Kamateró (grec moderne : Καματερό) est une ville et un ancien dème de la banlieue nord-ouest d'Athènes en Grèce. En 2001, elle comptait 22 234 habitants.
Si la région semble avoir été occupée depuis la préhistoire, le nom de Kamateró n'est pas mentionné par les sources byzantines et n'apparaît que tardivement.
Une bataille s'y déroula en 1827 pendant la guerre d'indépendance grecque. Elle fut la seule à laquelle participa le philhellène[réf. souhaitée], Constantin Denis Bourbaki, qui y périt.